# Herne-Constantin
Herne-Constantin ist ein Ortsteil im Stadtbezirk Sodingen von Herne. Die Hügelstraße in Constantin mit einer Höhe von 102,71 m ü. NN ist die höchste Erhebung von Constantin. Geprägt wurde der Ortsteil durch die Zeche Constantin. Heute leben hier 2400 Menschen.